# DREAM TRAIN
『DREAM TRAIN』（ドリーム・トレイン）は、JAPAN FM LEAGUE加盟局のうち、J-WAVE・FM802・ZIP-FMの3局で放送されていたラジオ番組。制作局のJ-WAVEでは2015年4月1日から2016年9月30日まで放送。

## 概要
前番組『READING FOR YOUR HEART』から引き続き秀島史香がナビゲーターを務めていたミニ番組で、各局ともに週5日間の帯で放送。
番組は毎週様々な職業にスポットを当て、その方面で活動する人物を迎えてのインタビューを実施。彼らから、その仕事に就くためにはどのような知識や努力が必要なのかを秀島が聞き出し、それらをリスナーの子供たちに提供することをコンセプトにしていた。放送翌週の1週間のみ、番組が公式サイト上で行うポッドキャスト配信で聴取可能となっていた。
番組がスタートしてから3か月間は Force Club（フォルスクラブ）の提供で、『Force Club DREAM TRAIN』と題して放送されていた。その後すぐに同じ会社が運営する School TV（スクールティービー）の提供となり、番組タイトルも『School TV DREAM TRAIN』に変更された。

## 放送時間
いずれも日本標準時。
J-WAVE
月曜 - 金曜 21:50 - 22:00
FM802
月曜 - 金曜 20:48 - 20:58
ZIP-FM
月曜 - 木曜 20:50 - 21:00、金曜 19:50 - 20:00